# Торгівля зерном
Торгівля зерном, або ринок зерна (охоплює зернову сільськогосподарську продукцію аграрного ринку) — означає місцеву та міжнародну торгівлю зерновими та іншими продовольчими культурами, такими як пшениця, ячмінь, кукурудза та рис. Зерно є важливим товаром торгівлі, тому що воно легко зберігається і транспортується з обмеженим псуванням, на відміну від інших сільськогосподарських продуктів. Здорове постачання зерна та торгівля ним є важливими для багатьох суспільств, забезпечуючи калорійну основу для більшості систем харчування, а також важливу роль у кормах для тваринництва.
Торгівля зерном є такою ж старою, як і землеробські поселення, що було виявлено в багатьох ранніх культурах, які перейняли осіле землеробство. Великі суспільні зміни були безпосередньо пов'язані з торгівлею зерном, наприклад з падінням Римської імперії. Починаючи з раннього Нового часу, торгівля зерном була важливою частиною колоніальної експансії та динаміки міжнародної влади. Геополітичне домінування таких країн, як Австралія, Сполучені Штати, Канада та Радянський Союз протягом 20 століття було пов'язане з їхнім статусом країн із надлишком зерна.
Останнім часом міжнародні товарні ринки були важливою частиною динаміки продовольчих систем і ціноутворення на зерно. Спекуляція, а також інші чинники виробництва та пропозиції, що призвели до фінансової кризи 2007-2008 років, спричинили швидке зростання цін на зерно під час світової продовольчої кризи 2007-2008 років. Зовсім недавно домінування України та Росії на ринках зерна, наприклад пшениці, означало, що російське вторгнення в Україну в 2022 році викликало посилення побоювань щодо глобальної продовольчої кризи в 2022 році. Очікувані зміни, що сільське господарство, викликане зміною клімату, матиме каскадний вплив на світові ринки зерна.

## Історія
Торгівля зерном, ймовірно, така ж стара, як і вирощування зерна починаючи з часів неолітичної революції (близько 11 500 р. до н.е.). Скрізь, де є дефіцит землі (наприклад, у містах), люди змушені привозити їжу ззовні, щоб підтримувати себе, або силою, або торгівлею. Однак багато фермерів протягом історії (і сьогодні) працювали на рівні прожиткового мінімуму, тобто вони виробляли для домашніх потреб і мали небагато залишків для торгівлі. Мета таких фермерів — не спеціалізуватися на одній культурі та вирощувати її в надлишок, а скоріше виробляти все, що потрібно його родині, і стати самодостатнім. Лише в місцях і епохах, де виробництво спрямоване на виробництво надлишку для торгівлі (комерційне сільське господарство), чи не стає можливою велика торгівля зерном. 

### Вирощування зерна в Україні
В Україні вже в добу неоліту складається той тип матеріальної культури, який відтоді в певних своїх рисах (осадництво, хліборобство, скотарство, ремесло і т.д.) історично стає вихідною базою для розвитку матеріальної культури наступних епох.  Вирощування зернових культур відоме на Україні ще з неоліту; в трипільську добу це було підставою прохарчування населення. До зернових культур належали тоді: просо, яра пшениця і ячмінь; за гальштатської доби (1000 — 500 років до н.е.) появилося жито, в I столітті нашої ери — гречка, ще пізніше овес.
За слов'янської доби найважливішим збіжжям було просо, але були відомі і інші злаки пшениця, ячмінь і жито. До відомих в Україні зернових культур ще з неоліту (з Трипільської доби) належать: просо, яра пшениця і ячмінь; за гальштатської доби (1000 — 500 років до н.е.) появилося жито, в I столітті нашої ери — гречка, ще пізніше овес. В другій половині I тисячоліття нашої ери поширилася культура жита, яке разом з пшеницею й ячменем стало головними зерновими культурами. Запровадження озимих дозволяло частковий перехід до дворічної і навіть трирічної сівозміни. Зернове господарство за княжих часів служило для покриття власних потреб та на вивіз: на південь до Криму й Візантії, на північ до Новгороду. Хліборобство, високо розвинене за античної доби, в слов'янський період (VI—IX ст.) дуже деґрадує. Спустошення в століття великого переселення народів, зумовили знелюднення, зростання лісової площі, загальний занепад рівня матеріальної культури, так звана Роменська культура, отже й занепад хліборобства. Змінилася система хліборобства; замість орного хліборобства прийшло безорне й безтяглове лісове підсічне хліборобство, яке стало панівним. Посівні ділянки були розкидані на значній відстані одна від одної. Землеробське господарство тих часів було важким: щоб підготувати землю для посіву, спочатку треба було вирубати ділянку в лісі. Зимовий місяць, протягом якого рубали ліс, називався «січень» (від слова «сечь» — рубати). Далі слідували місяці «сухий» і «березол», під час яких ліс сушили і спалювали. Сіяли прямо в золу, злегка розрихлену дерев'яною сохою або оралом. Таке землегосподарство називається «вогневим», або «підсічним». Ця система лісового хліборобства, не потребуючи ні застосування тяглової сили худоби, ані знаряддя для оранки, при низькому рівні техніки потребувала натомість застосування чималої кількості фізичної сили людини, наявності "великої родини", що на Поліссі зберігалася до початку XX століття. В XI — XIII століттях безорне і безтяглове хліборобство поступилося орному й тягловому. Татарські спустошення в XIII ст. і спричинене ними збільшення площі лісів, спустошення XIII — XIV століть і зменшення числа людності в Україні в цей час також і в наслідок "чорної чуми", спричинилися до зростання в XV — XVI століттях лісової площі, отже й до поширення лісового підсічного хліборобства, яке затрималося на Волині і в XIX столітті.
Для XIV — XV століть характерним є дальше поширення культури вівса, що ним платили данину державі, яка потребувала його для війська (харч для коней). В кінці XV століття відроджувалося значення України як житниці у зв'язку з експортом збіжжя з Литовсько-Польської держави до Західної Європи, в основному до Нідерландів; шляхта почала закладати нові фільварки, поширювати ріллю й збільшувати панщину. Збіжжя вивозили водними шляхами до Балтики. Експорт його охопив насамперед Західну Україну, що тяжіла до сточища рік Бугу і Сяну, а згодом у XVI — XVII столітях Побужжя і Придніпров'я. Одночасно з колонізаційною акцією на Лівобережжі й Слобожанщині XVII століття там поширювалися площі зернових культур, але зернове господарство ще не мало товарового характеру.
Новий розвиток зернового господарства почався в кінця XVIII століття, коли Російська Імперія дійшла до берегів Чорного моря і почалося швидке залюднення чорноморських степів. Посівна площа півдня незабаром зросла (з 0,8 млн десятин на початок XVIII століття, до 6 млн в 1860 роках, тобто з 4,5 до 34% всієї площі, і Україна стала важливим експортером хліба до Туреччини, Греції та до Західної Європи (в Російській Імперії вона посідала тоді друге місце після Центральної Чорноземної області). Значення зернового господарства в Україні особливо зросло з 1860-их роках, коли побудова залізниць полегшила вивіз збіжжя через чорноморські порти, а одночасно зріс на нього попит в промислових країнах Західної Європи (Великобританія, Німеччина, Голандія). У зв'язку з цим зросла площа зернових культур (на Центральних і Східних Землях з 16,5 млн десятин в 1881 році до 20,7 млн в 1913; на Передкавказзі з 3,4 млн в 1898 році до 6,7 млн в 1913 році), збільшилася участь товарних видів збіжжя — пшениці (з 35% збіжжевої площі 1881 року на 38% в 1913 році), а ще більше ячменю (16 і 25%), головним коштом жита (26 і 18%). Ці зміни відбулися в основному в південній Україні, яку характеризували такі процеси: повне розорання степів і перехід від переліжного господарства до безпар'я, однобічне зернове господарство (збіжжя займали 96% посівної площі), з перевагою ярої пшениці й ячменю (разом 75% зернової площі), заведення механізованої обробки землі і сільськогосподарських машин, низька урожайність, висока товарність (половина збору йшла на експорт). Інтенсивнішим було зернове господарство на Правобережжі, яке характеризували перехід від трипілля до чотирипілля, участь усіх зернових культур з перевагою озимої пшениці й жита, вища урожайність, майже інше завдяки заведенню культури цукрового буряка, та стабілізація, а навіть деяке зменшення зернових культур (на 5% за 1881 — 1913 роки), завдяки великій густоті населення вивіз хліба становив ледве 20% загального збору. Зернове господарство Галичини було подібне до зернового господарства на Правобережжі (з тією різницею, що тут панувала сівозміна і тому було багато кормових, натомість не відігравало ролі буряківництво), Передкавказзя — до зернового господарства півдня України, а Лівобережжя було проміжним між Правобережжям і Степом; північна Україна виявляла перевагу жита й вівса, переходила від трипілля до багатопільних сівозмін і відчувала недостачу хліба.
Урожайність зернових культур в Україні становила в 1909 — 1913 роках в середньому річно 9 центнерів з га, тобто порівняно з 1860-ими роками подвоїлася.
В наслідок зростання площі під зерновими культурами і урожайності збільшився також їхній загальний збір, і то швидше, ніж зростання населення, так що збіжжеві лишки ставали все більшими.
|           | Всі укр. землі | В тому ч. в сучасних межах УССР |
| --------- | -------------- | ------------------------------- |
| Пшениця   | 10,1           | 6,5                             |
| Жито      | 5,8            | 5,3                             |
| Ячмінь    | 6,4            | 5,0                             |
| Овес      | 4,0            | 3,4                             |
| Кукурудза | 1,0            | 0,8                             |
| Просо     | 0,7            | 0,6                             |
| Гречка    | 0,7            | 0,5                             |
| Разом     | 28,7           | 22,1                            |

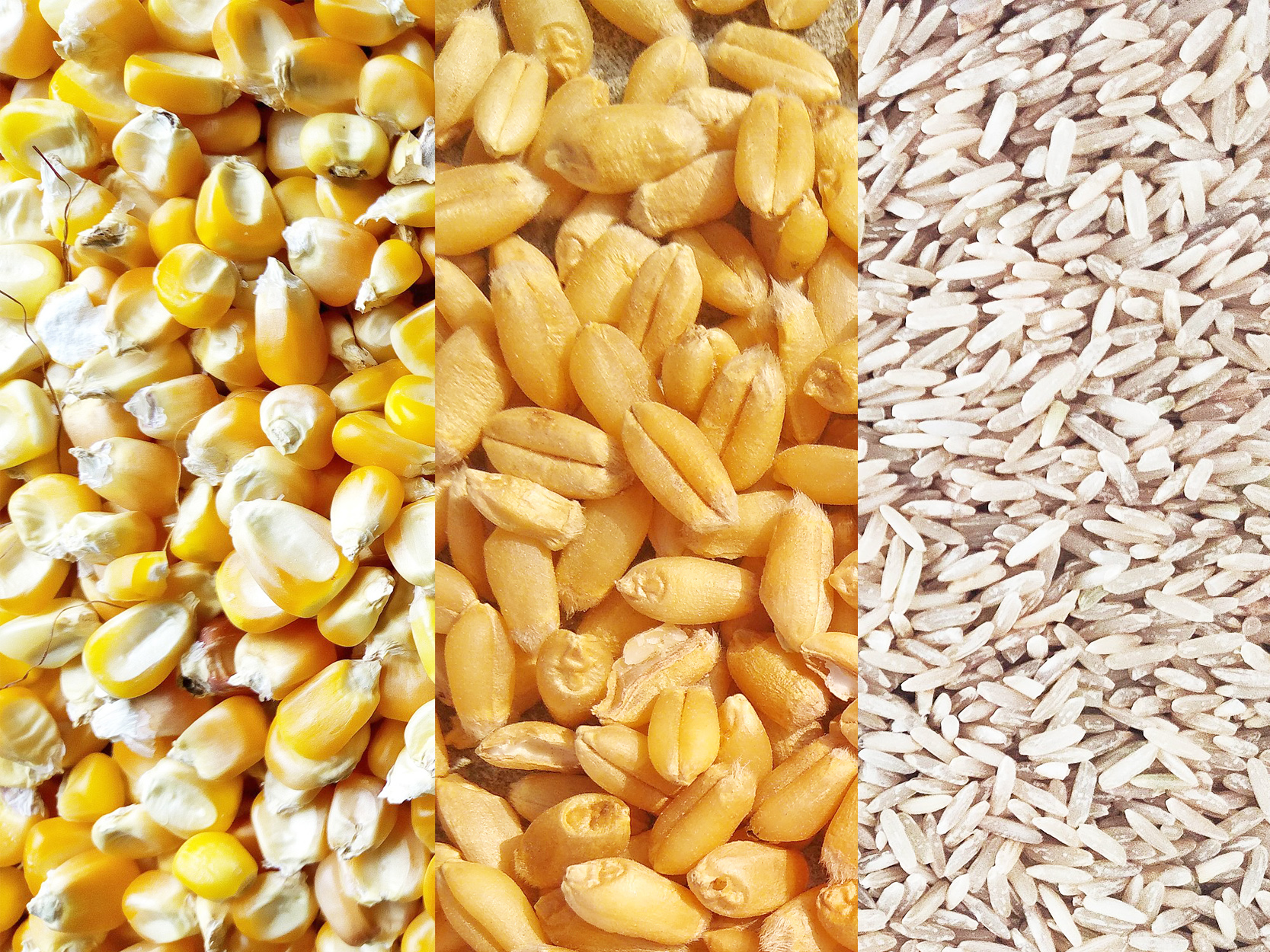
Кукурудза, пшениця, рис

Після забезпечення збіжжям населення (споживання пшениці й жита на душу становило 230 кг щороку, всіх зернових 290 кг) і худоби та засівного фонду залишалося на вивіз з усіх українських земель в Росії в 1909 — 1913 роках в середньому щороку 8,6 млн т збіжжя, або 1/3 загального збору, що становило 80% вивозу з Російської Імперії та 21% світового; з того числа 6,7 млн т давало 9 українське губернство (в тому числі 3,9 млн т степова Україна), а 1,4 млн т Кубань. У вивозі пшениці (4,3 млн т) українські землі посідали перше місце в світі (20% світового експорту), перед ЗДА (2,7), Арґентиною (2,6) і Канадою (2,5); вивіз ячменю (2,7 млн т) становив 43% світового; експорт інших зернових (0,6 млн т) не мав великого значення; 20% збіжжевих продуктів йшло до інших країн Російської Імперії — до Польщі, Білорусі, Прибалтики (головним чином у вигляді борошна), 80% за кордони Росії, головним чином до Німеччини (ячмінь, пшениця), Італії (пшениця), Англії, Франції, Греції та ін., майже все у вигляді зерна.
|               | 1913 млн га | %     | 1928 млн га | %     | 1940 млн га | %     | 1955 млн га | %     |
| ------------- | ----------- | ----- | ----------- | ----- | ----------- | ----- | ----------- | ----- |
| Озима пшениця | 3,09        | 12,5  | 1,97        | 9,8   | 6,28        | 29,6  | 8,45        | 39,0  |
| Яра пшениця   | 5,77        | 23,4  | 3,12        | 15,6  | 0,90        | 4,3   | 0,17        | 0,8   |
| Жито          | 4,52        | 18,3  | 3,55        | 17,6  | 3,66        | 17,2  | 2,64        | 12,2  |
| Ячмінь        | 5,84        | 23,6  | 3,80        | 18,9  | 4,10        | 19,3  | 2,41        | 11,1  |
| Овес          | 2,92        | 11,8  | 2,33        | 11,6  | 2,25        | 10,6  | 1,15        | 5,3   |
| Кукурудза     | 0,85        | 3,5   | 2,30        | 11,5  | 1,51        | 7,1   | 4,77        | 22,0  |
| Гречка        | 0,70        | 2,8   | 1,00        | 5,0   | 0,72        | 3,4   | 0,63        | 2,9   |
| Просо         | 0,52        | 2,1   | 1,59        | 7,9   | 0,96        | 4,5   | 0,84        | 3,9   |
| Бобові        | 0,44        | 1,8   | 0,23        | 1,1   | 0,53        | 2,5   | 0,34        | 1,6   |
| Інші          | 0,05        | 0,2   | 0,21        | 1,0   | 0,32        | 1,5   | 0,28        | 1,2   |
| Всі зернові   | 24,7        | 100,0 | 20,1        | 100,0 | 21,23       | 100,0 | 21,68       | 100,0 |

За Г. Кривченком, вивіз збіжжя і борошна з самих 9 українських губерній становив в 1909 — 1911 роках щороку в середньому вартість 368 млн карбованців, або 46,5% всього вивозу.

#### Столипінська аграрна реформа1906-1914 років,Продрозверстка,Воєнний комунізм
Роки 1915 — 1922 були періодом занепаду сільського господарства і зернового господарства зокрема. Воєнні події, революція й зміна земельного устрою на Центральних і Східних Землях, припинення експорту, а за радянської окупації примусове відбирання збіжжя від селян спричинилися до скорочення площі під зернові культури, бо селяни продукували його лише для власних потреб (з 20,7 млн т в 1913 році до 19,6 млн в 1916 і 15,6 млн т в 1921 — 1922 роках). Через зменшення урожайності ще більше впав загальний збір зернових: до половини довоєнного в 1920 році, в 1921 навіть до 35%, в наслідок чого постав голод.

#### НЕП
Під час НЕП-у почалося відновлення зернового господарства й під кінінець НЕП-у площа під зерновими культурами дійшла до довоєнних розмірів, але урожайність відставала від довоєнної (1924 — 1928 — 8,1 центнерів з га), а тим самим загальний збір всіх зернових культур був на 17% менший (за 1924 — 1928 роках — 15,2 млн т — числа для УССР в границях з 1938 року). Відсоток зернових культур у посівній площі зменшився з 90,5% в 1913 році до 78,9% в 1923 році у зв'язку з переходом на чотирипільні й п'ятипільні сівозміни. Серед зернових в наслідок зменшення експорту за кордон знизилася посівна площа ячменю, а посів озимої пшениці збільшився за рахунок меншої врожайної ярої та кукурудзи.

#### Колективізація в УРСР
Перші роки колективізації сільського господарства призвели до занепаду зернового господарства. Тільки з 1936 році дійшло до поступового піднесення зернового господарства (перерваного війною 1941 — 45) в наслідок механізації й підвищеної аґротехніки. В роки колективізації мали місце процеси: 1) дальшого витиснення зернових культур кормовими та технічними; 2) збільшення озимих, зокрема заміна маловрожайної ярої пшениці озимою; 3) сильного збільшення посівів кукурудзи, яка чимраз більше заміняє менш урожайні кормові збіжжя — овес і ячмінь. Подробиці видно з таблиці (вище), яка показує відносини в УССР в сучасних межах (в млн га і у % всіх зернових).
1955 року скоротилася площа зернових культур в УССР до 19,6 млн га, 1957 — до 17,8 млн га (55,1% всієї посівної площі), з чого на озиму пшеницю припадало 8,1 млн га (45,4% зернових), на кукурудзу 2,7 млн га (15,2%).
Питома вага окремих зернових культур підлягає нетривалим змінам з року на рік, головним чином залежно від метеорологічних факторів (наприклад, 1956 впала площа озимої пшениці до 3,8 млн га, натомість ячменю — виросла до 4,2 млн га в наслідок того, що більшість озимої пшениці вимерзла). Головним збіжжям України є пшениця і кукурудза, на які припадає (1957) — 62% площі зернових (1913 лише 38%).
Урожайність зернових культур становила за офіційними даними в 1932 — 1935 роках — 8,7 центнера з 1 га, в 1936 — 1939 — 12,5, 1950 — 1953 — 15,6, в дійсності (за В. Голубничим) лише 6,7, 9,2 і 10,9, за останні роки (1955 — 1958) зросла майже до 16, головним чином завдяки поширенню більш врожайної кукурудзи і озимої пшениці. Пересічний річний збір зернових підлягає таким змінам (в млн т для років 1955 — 1958 — приблизно) по УССР:
| Роки:              | 1909 — 13 | 1924 — 28 | 1936 — 39 | 1955 — 58 |
| ------------------ | --------- | --------- | --------- | --------- |
| Всі зернові        | 22,1      | 19,0      | 20,5      | 30,5      |
| В тому ч.: Пшениця | 6,5       | 5,9       | 7,7       | 13,0      |
| Жито               | 5,3       | 5,2       | 4,3       | 3,5       |
| Ячмінь             | 5,0       | 3,1       | 3,6       | 3,0       |
| Овес               | 3,4       | 2,1       | 2,2       | 1,5       |
| Кукурудза          | 0,8       | 1,7       | 1,7       | 7,5       |

Збір зернових культур в УССР становить близько 1/4 збору СССР; УССР продукує більш половини кукурудзи СССР, понад 1/4 ячменю, близько 1/5 пшениці й жита.
Висота збіжжевих лишків і вивозу хліба за радянських часів докладніше не відома. Вони впали в 1920-их роках через зменшення загального збору при рівночасному зростанні населення; в 1932 — 1934 роках становили 3,6 млн т (до війни 8,6 млн т, числа для всіх українських етнографічних земель в СССР). Вивіз хліба з УССР зменшився в світлі статистики транспорту до 1,6 млн т — 1927 — 1928 роках, 1,2 — 1932; мав становити 3,3 млн т 1940 році, 2,8 — 1950 році, 0,7 — 1955 році. Одночасно змінився напрям вивозу; до війни він йшов на 80% за кордони Росії, 1932 — 1934 лише на половину; згодом вивіз скерований насамперед на внутрішні радянські ринки (центр. пром. р-н, Ленінград тощо). Значення України як житниці зменшилося, а вартість експорту збіжжя становить менше 10% (?) всього експорту УССР. Причиною цього процесу є перехід до інтенсивніших галузей сільського господарства — тваринництва, технічних культур, садівництва й городництва, тим більше, що країнами СССР, наставленими насамперед на зернове господарство, мають бути краї цілинних земель — Казахстан, південний Сибір, Уральщина і Поволжя. Все ж таки сама лише УССР, при достатньому прохарчуванні свого населення і при врожайності 15 центнерів з га, може дати 4 — 5 млн т збіжжя на вивіз.